# 農村再生
農村再生計畫，為中華民國總統馬英九於2008年上任後所提「愛臺十二建設」之一，目的主要即是希望透過整合規劃的概念，促進臺灣農村活化再生，展現全新風貌，激發農村社區居民由下而上發起，增進家園營造理念共識，尤其重要。《農村再生條例》已於2010年8月4日公布施行，使得推動農村再生施政計畫更有依據動力。

## 勞動力老化
在都市化及工商蓬勃發展趨勢下，人口往都市集中，農村人口外移嚴重，使農村高齡化。而中華民國政府投入農村建設之資源有限，多數只能偏重於少數地區或重點式之硬體建設，導致農村之建設及公共設施不足。又早期之農業政策較少注重農村之人文營造，造成台灣農村發展至今，嚴重落後於其他國家，生活機能明顯低落，城鄉差距越來越大，致農村生活及文化特色逐漸喪失。環顧各國在面臨二十一世紀全球化趨勢下，紛紛將重建傳統特色之農村發展，列為重要之施政政策。

## 公眾居民參與
在參與意識已然盛行的今日台灣社會，公眾參與形成時代共識，中央政府自知不宜繼續沿襲過去慣行的由上而下施政決策方式，必須與各級地方政府，乃至鄉鎮，甚至村里基層雙向溝通，方能有效達成施政目標。台灣農村規劃發展自然不能例外，除身負相關輕重不一權責的各級政府機關的實質參與外，更需要有地方基層民眾參與決策的民眾參與，尤其由下而上發動的居民主動參與模式（居民參與），更為政府所鼓勵和期待。

## 相關
- 農業部農村及農田水利署
- 有機農業
- 魚菜共生
- 集体耕作
- 單一作物
- 休閒農業
- 農村社區
- 農業推廣
- 公眾參與

## 外部連結
- 農村再生基金計畫管理系統